# Aanslag op trein bij Ede
In de vroege ochtend van 6 september 1944 ontspoorde tussen De Klomp en Ede een Duitse militaire trein als gevolg van sabotage. Leden van het Edese verzet hadden eerder in de nacht een stuk uit de rails weggenomen. Als gevolg daarvan vielen er 15 doden aan Duitse zijde.

## Achtergrond
In de eerste week van september 1944 leek het slechts een kwestie van weken, of zelfs dagen, voordat Nederland door de geallieerden bevrijd zou zijn. In de weken daarvoor was het front in Frankrijk ingestort. Inmiddels hadden de geallieerden grote delen van België veroverd en naderden de Nederlandse grens. Op 4 september 1944 ontving de Raad van Verzet de opdracht van de Nederlandse regering in Londen om telefoonlijnen en spoorwegverbindingen plat te leggen. Aan de ene kant zou het Duitsers bemoeilijken in de oorlogsvoering, anderzijds werd zo voorkomen dat de Duitsers op grote schaal Nederland konden leegroven. Het baanvak Utrecht-Arnhem had een beschermde status, maar er was zodanig veel ruis rond de opdracht dat dit waarschijnlijk niet duidelijk was voor het verzet. In de nacht van 3 op 4 september en 4 op 5 september werd het spoorwegnetwerk op veel plekken in het land vernield.

## Sabotage
In de nacht van 5 op 6 september 1944 schroefde Maas van Grootheest, samen met zijn vriend Aart Roseboom en Evert Meijer, allen lid van de verzetsgroep uit de Maanderbuurt in Ede, twee spoorstaven  los. Dit deden ze tussen KM 71.3 en KM 71.5 ter hoogte van de Dwarsweg tussen De Klomp en Ede. Het materiaal hiervoor haalden ze uit een werkkeet van Weg en Werken. Of ze dit in opdracht deden van leiding van het Edese verzet is niet duidelijk.
In de ochtend van 6 september, iets 4.00 uur, ontspoorde een militaire trein die bestond uit 30 wagens en een Duitse stoomlocomotief (tender-voor) gelijk achter een elektrische trekkracht, bestaande uit drie gekoppelde motorrijtuigen. Doordat de zware trekkracht en de locomotief plotseling tot stilstand kwamen, drukte de trein door, waardoor enkele open wagens met karren op elkaar schoven. Als gevolg van de aanslag telde  volgens de Gemeentepolitie om 11.00 uur 12 doden en 35 gewonden, waarvan 5 zwaar gewonden. Aan boord bevonden zich zogenoemde 'Ersatzfeldwagen' (Erfa), paarden en militair personeel uit Frankrijk. Een wagon vol met cognac bleef bijna ongeschonden.

## Nasleep
De Duitsers dwongen iedereen die kwam kijken om te helpen bij de hulpverlening. Drie woningen aan de Dwarsweg werden ingeruimd als noodhospitaal, voordat de gewonden met een naar Arnhem werden overgebracht. De trein werd in de nacht van 7 op 8 september tweemaal onder vuur genomen door de geallieerde vliegtuigen, waarbij nog eens 12 gewonden vielen.
De ongevallenwagen en -kraan van standplaats Utrecht kwamen de volgende ochtend naar de plaats van de ontsporing. Even later arriveerde de Zwolse ongevallenwagen aan de andere zijde van de ontsporing. De Duitse troepen vertrokken met het nog rijdbare deel van de trein richting Utrecht.
Volgens de dagboeken van het Treindienst- en LocomotiefRegelingbureau (TLR-bureau) was op 8 september 1944 om 15.30 uur het afkomend spoor weer met stoom berijdbaar met een snelheidsbeperking van 5 km/h ter plaatse van het ongeval. Het opgaand spoor was nog versperd. Onmiddellijk volgde een luchtaanval en was het afkomend spoor van 15.40 uur tot 20.00 uur "voor stoom versperd" vanwege het stuk schieten van de bovenleiding. Op 14 september om 17.50 uur was ook het opgaande spoor langs de plaats van het ongeval weer beschikbaar. De bovenleiding ontbrak nog. Treinen vanuit het westen van Nederland die via Utrecht reden werden tijdelijk omgeleid via de route Amersfoort - Oldenzaal. 
Nadat op 17 september de bovenleiding tussen Wolfheze en Arnhem weer was hersteld werd met de herstelwerkzaamheden aan de bovenleiding bij De Klomp begonnen. Vanwege de werkzaamheden wordt tussen Maarsbergen en Ede-Wageningen enkelsporig gereden. Op dat moment waren de luchtlandingen bij Arnhem al begonnen. Er landde als onderdeel van Operatie Market Garden een groot aantal Britse parachutisten in de omgeving van Ede. Ook riep de Nederlandse regering op tot een spoorwegstaking. Als gevolg daarvan legde het grootste deel van het NS-personeel het werk neer, waardoor er gedurende de rest van de oorlog bijna geen treinen meer reden.
De Duitsers lieten na om represaillemaatregelen te nemen tegen de Edese bevolking. Waarom is nooit helemaal duidelijk geworden. Een lezing is dat de Edese politiecommissaris Hulsman de Duitsers er van wist te overtuigen dat de trein was ontspoord als gevolg van een luchtaanval. Een andere lezing is dat NS-hoofdopzichter Dulfer de Duitsers wist wijs te maken dat de sabotage nooit door spoorwegmannen gepleegd had kunnen worden, gezien de amateuristische wijze waarop te werk was gegaan. In het algemeen volgden na een sabotageactie zeker als daarbij Duitse slachtoffers vielen zware repressailes, zoals in Rotterdam en Budel.